# Попов, Евгений Михайлович (тренер)
Евгений Михайлович Попов (9 марта 1953, Досчатое, Горьковская область) — советский футболист, полузащитник, нападающий; советский и российский тренер.
В 10 лет стал выступать за детскую команду Досчатого «Сиренка», играл на призы клуба «Кожаный мяч». В начале 1970-х играл в «Спартаке» Досчатое. В юношеской команде «Авангард» занимался у тренера Алексея Николаевича Бушуева. В армии служил в Москве при Высшей школе КГБ имени Дзержинского. Всю карьеру футболиста провёл в «Металлурге» Выкса в чемпионате Горьковской области в 1973—1988 годах.
Окончил институт физкультуры имени Лесгафта.
С 1989 года стал работать в команде главным тренером. В 1994 году «Металлург» вышел на профессиональный уровень — в третью лигу. В сентябре Попов был снят с должности главного тренера, по но собственным словам, фактически остался руководить командой. В 1997 году «Металлург» выиграл 4 зону третьей лиги. В 1998 году команда из-за финансовых сложностей играла в зоне «Поволжье» КФК, которую выиграла и вышла во второй дивизион, где под руководством Попова провела пять сезонов. В 2004—2005 годах Попов тренировал «Металлург» в ЛФЛ. Работал главным тренером в командах чемпионата Нижегородской области из Выксы «Колесник-Металлург» (2010—2012), ВПП (2013—2015), «Металлург» (2016).
В 2020 году — детский тренер по футболу в ДЮСШ «Выксунец».